# Nejdek (Bělotín)
Nejdek (německy Neudek) je vesnice, část obce Bělotín v okrese Přerov. Nachází se asi 3 km na severozápad od Bělotína. Nejdek leží v katastrálním území Nejdek u Hranic o rozloze 6,13 km2.

## Historie
První písemná zmínka o obci pochází z roku 1412.
V letech 1869–1983 byla samostatnou obcí a od 1. července 1983 se vesnice stala součástí obce Bělotín.

## Obyvatelstvo
| Rok            | 1869 | 1880 | 1890 | 1900 | 1910 | 1921 | 1930 | 1950 | 1961 | 1970 | 1980 | 1991 | 2001 | 2011 | 2021 |
| -------------- | ---- | ---- | ---- | ---- | ---- | ---- | ---- | ---- | ---- | ---- | ---- | ---- | ---- | ---- | ---- |
| Počet obyvatel | 298  | 293  | 278  | 290  | 335  | 328  | 316  | 235  | 250  | 210  | 184  | 167  | 171  | 131  | 150  |
| Počet domů     | 55   | 45   | 46   | 45   | 48   | 50   | 51   | 49   | 44   | 47   | 49   | 58   | 56   | 55   | 56   |

## Pamětihodnosti
- Kostel sv. Urbana
- Hraběnčina vyhlídka
- Kamenolom Nejdek

## Galerie

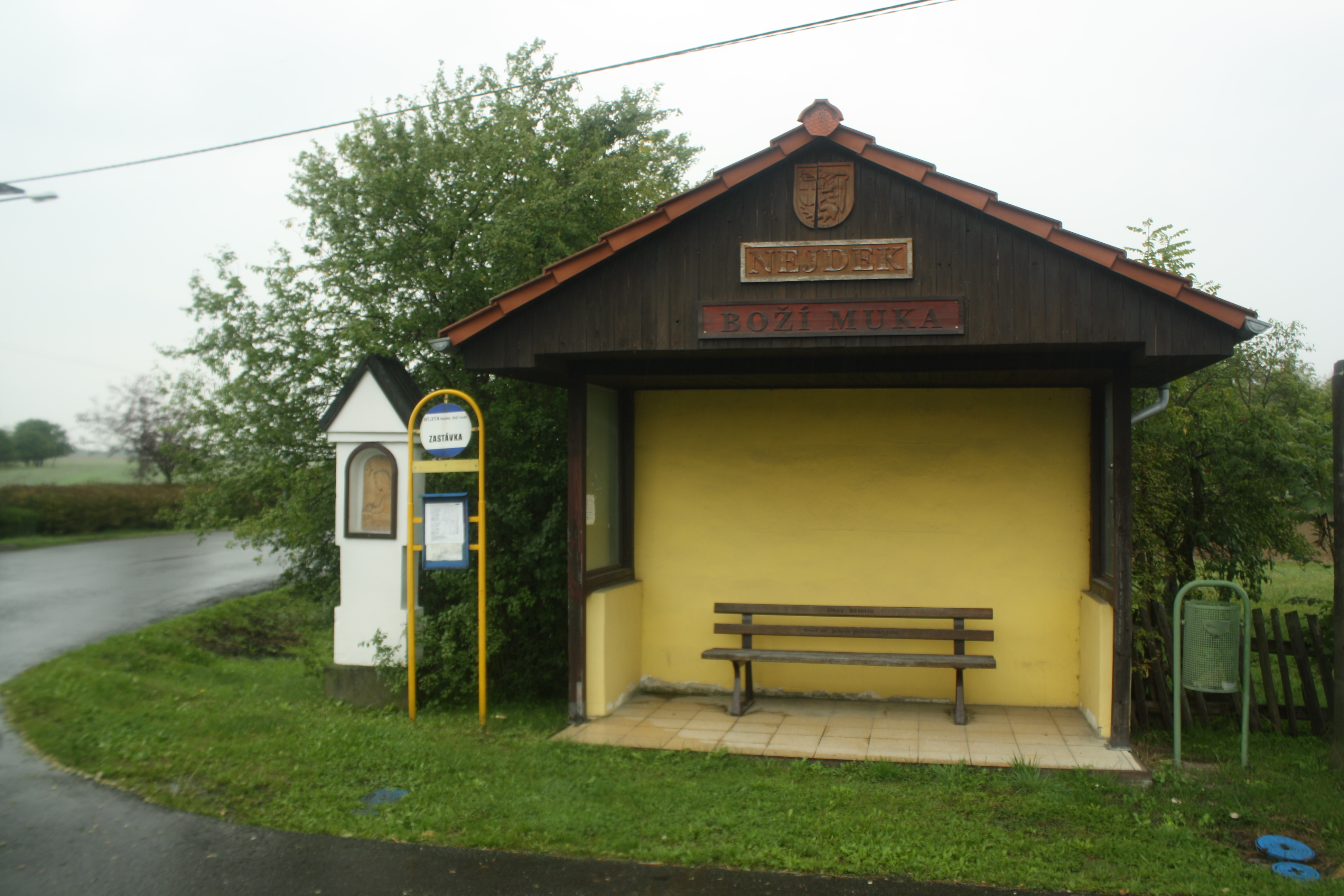
autobusová zastávka
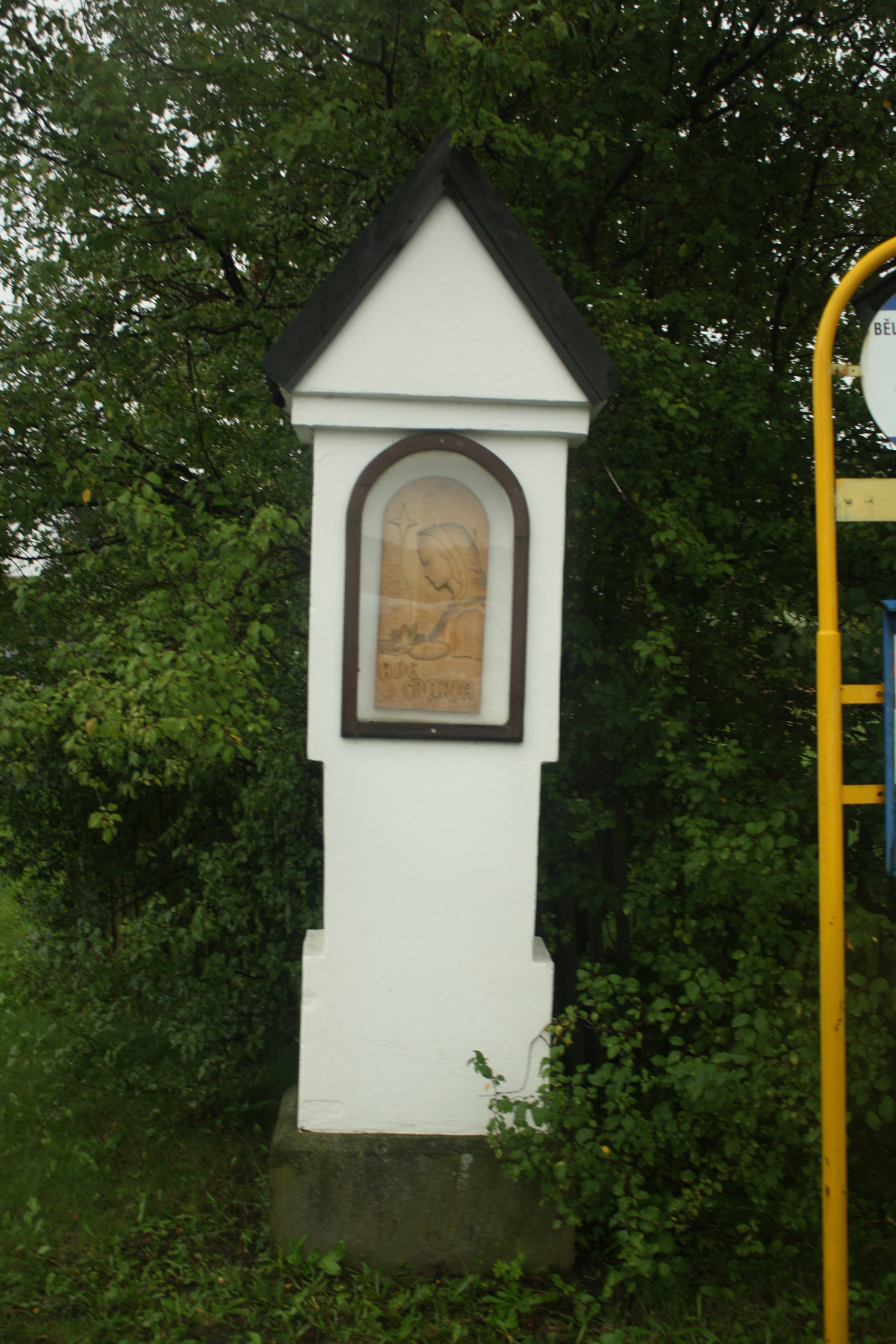
boží muka
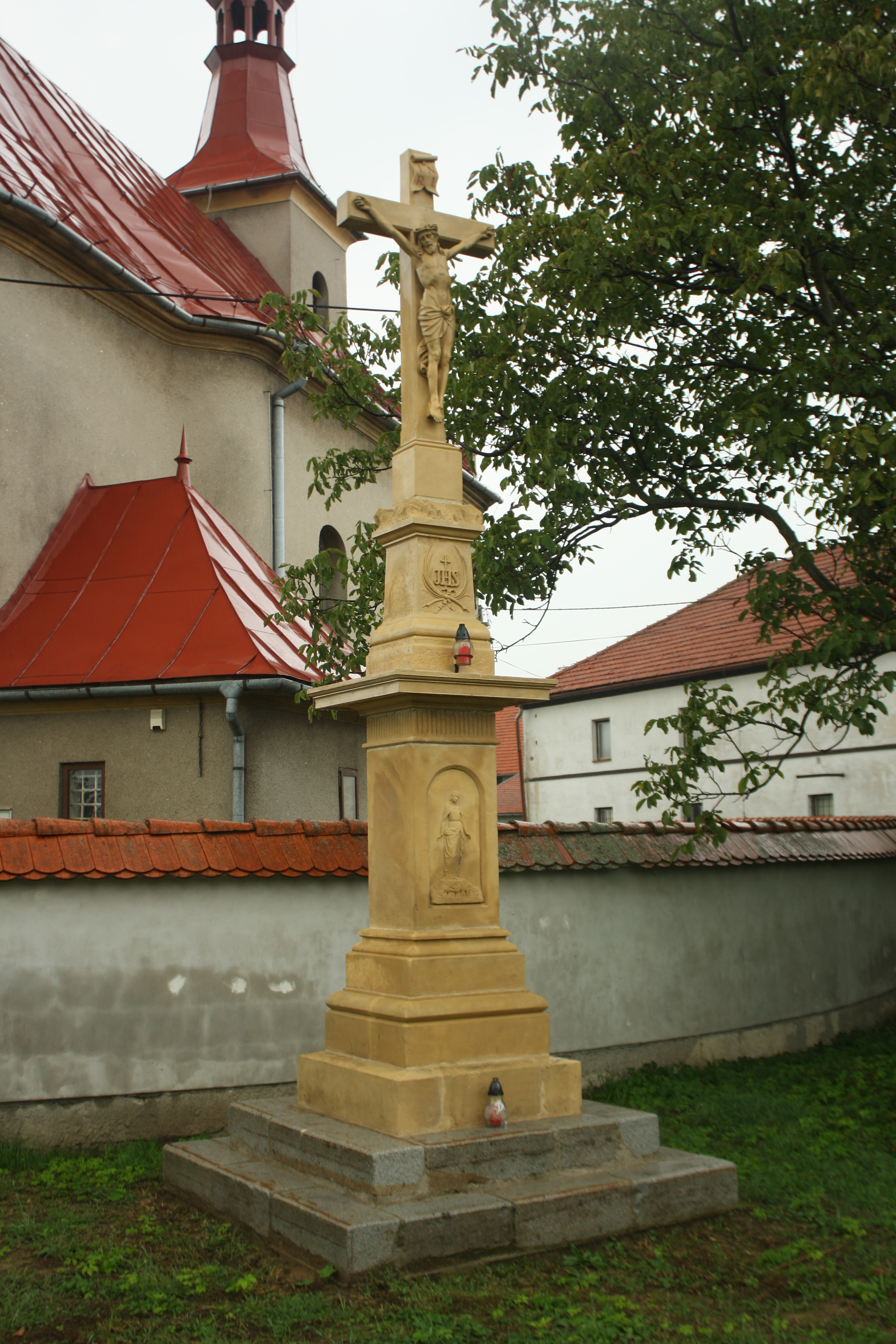
kříž u kostela
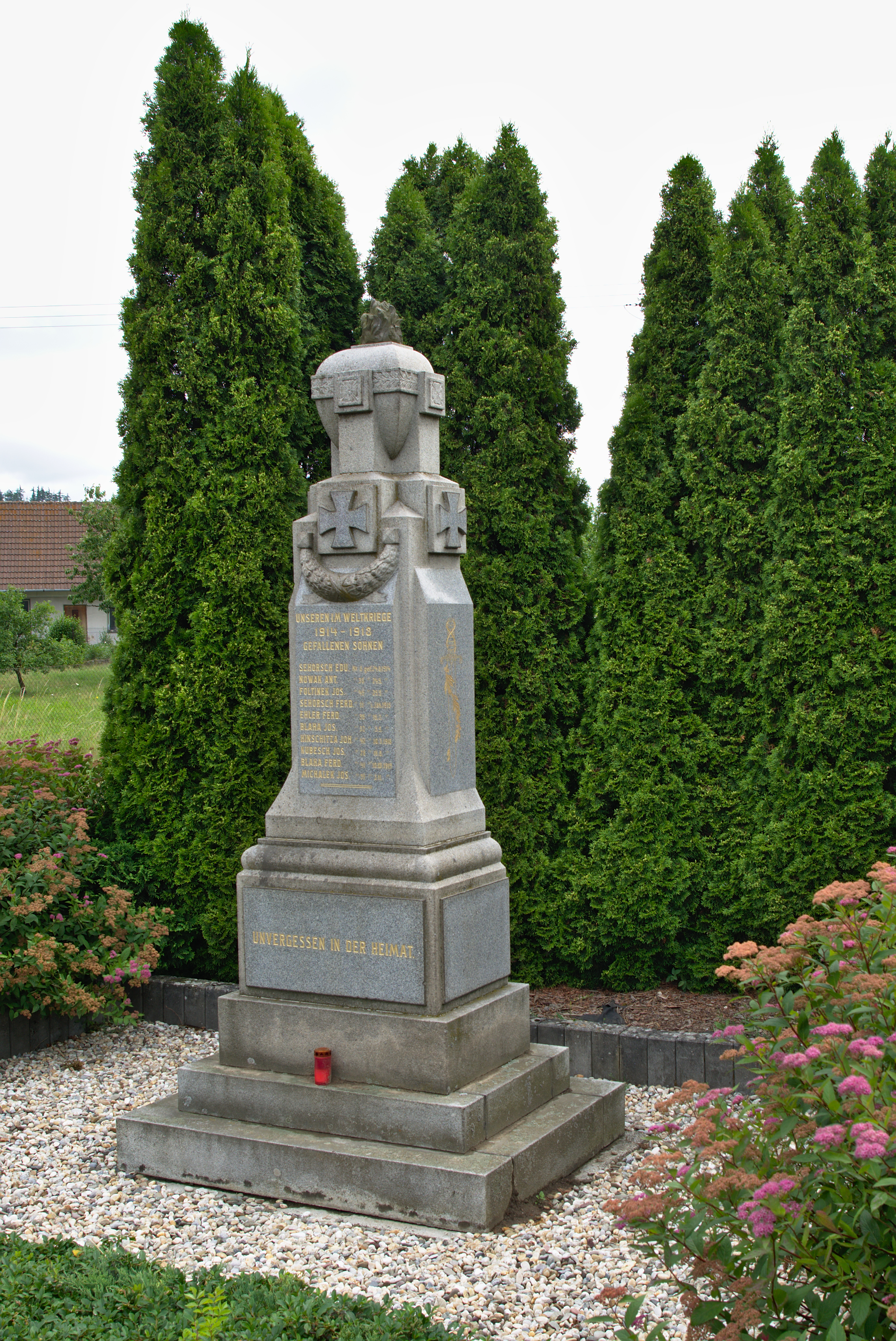
pomník padlých 1. sv. války